# 清水裕輔
清水 裕輔（しみず ゆうすけ、1981年3月25日 - ）は、埼玉県出身の元自転車プロロードレース選手である。日本酒好き。

## 概要
自転車との出会いは、中学1年生の頃、父親が購入した自転車雑誌を読みミゲール・インデュラインの写真を見て、「お、これだ！」と思った。
埼玉県立久喜北陽高校最後の自転車競技部員として、インターハイポイントレース５位、国体ロード３位の成績を残し卒業。イタリア留学のちチームブリヂストン・アンカーなどに加入。レーサー引退後は「NIPPO梅丹本舗エキサップアサダ」のコーチやマヴィック社員などを経て、2014年より宇都宮ブリッツェンの監督に就任した。

ブリッツェン監督就任後は、科学的トレーニングやフィジカルトレーニングを導入し、2017年からは心理テストの心理的競技能力を活用するなどのメンタルトレーニングも取り入れている。
2024年シーズンより発足する四国初の地域密着型プロロードレースチームヴェロリアン松山の監督兼ジェネラルマネージャー就任することが、2023年10月17日にヴェロリアン松山より公表された。松山市は、宇都宮市と同規模の街であり、地元から世界に羽ばたく選手を育成するという点では、宇都宮ブリッツェンでの経験を活かせる場所でもあり、今自分が最も必要とされている場所はここだと思い監督を引き受けることにした。

## 来歴
1999年
- 高校卒業後にイタリアに自転車留学[3]。

2001年
- チームブリヂストン・アンカーのサテライトチーム加入。

2004年
- チームブリヂストン・アンカーに加入。

2006年
- 前々からコーチになることに関心があったほか、浅田顕監督の勧めもあり、コーチに転身[2]。

2014年
- 宇都宮ブリッツェンの監督に就任。

2022年
- シーズン末をもって宇都宮ブリッツェンを退団し、2023年は新たに設立されるJCL TEAM UKYOの監督になることを、10月15日のジャパンカップクリテリウム表彰式の場で公表[7]。

2023年
- JCL TEAM UKYOの監督に就任。

2024年
- ヴェロリアン松山の監督兼ジェネラルマネージャーに就任[6]。